# Geofity

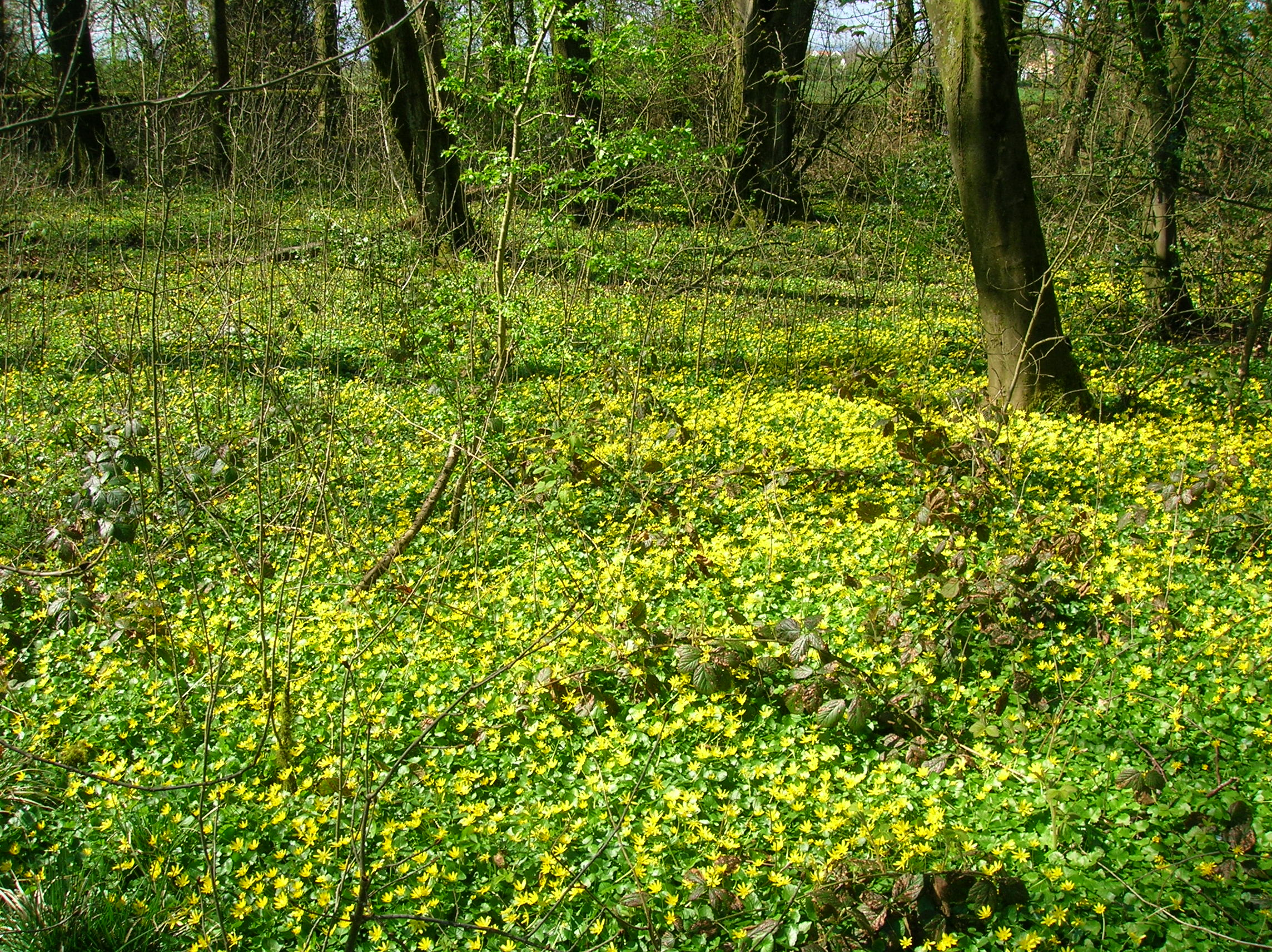
Ziarnopłon wiosenny kwitnący pod jeszcze bezlistnymi drzewami

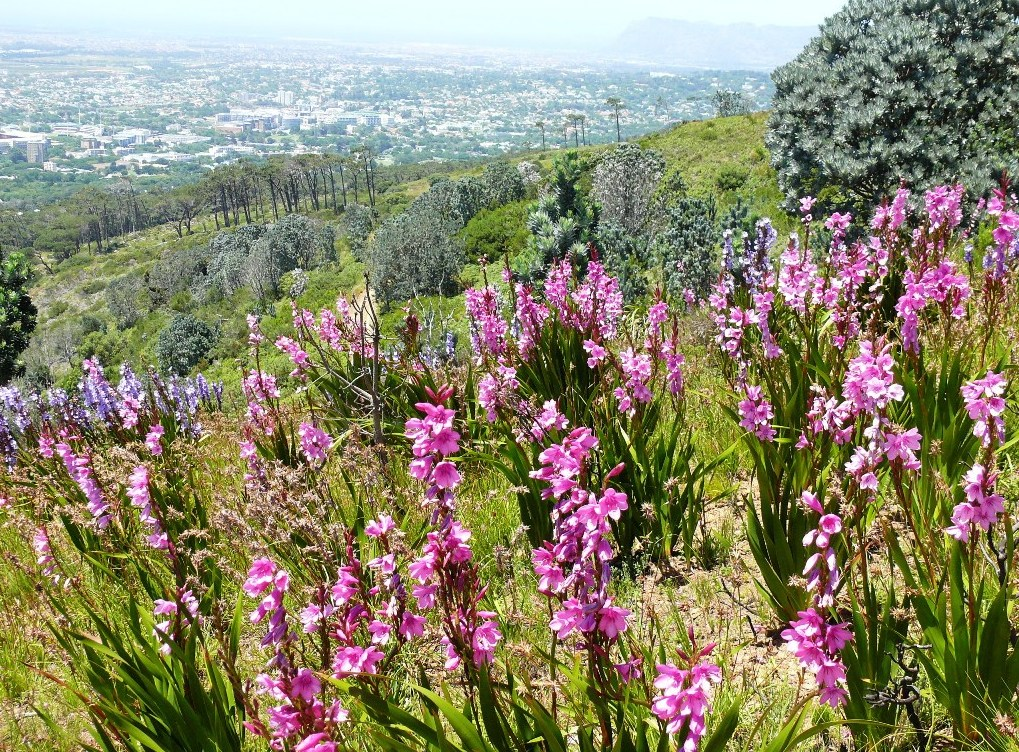
Geofity w formacji fynbos

Geofity, rośliny ziemnopączkowe – jedna z form życiowych roślin. Obejmuje byliny posiadające pączki odnawiające, które spędzają niekorzystny dla wegetacji okres roku w organach podziemnych – bulwach, kłączach i cebulach. Geofity są jedną z grup kryptofitów.
Geofity mają znaczący udział we florze formacji kształtujących się w strefach występowania długotrwałych okresów suchych. Geofitami są np. efemeroidy rozwijające pędy nadziemne po opadach deszczu na terenach pustynnych, odgrywają istotną rolę w roślinności obszaru śródziemnomorskiego i na stepach. W klimacie umiarkowanym podziemne organy trwałe służą przetrwaniu zimy. W Europie Środkowej geofity rosną głównie w lasach liściastych zrzucających liście na zimę.
Geofity rosnące w runie leśnym kwitną i owocują wiosną przed pojawieniem się liści na drzewach, a gdy warunki świetlne na dnie lasu pogarszają się, z chwilą pojawiania się liści w koronach drzew, ich pędy nadziemne giną. Są to rośliny samożywne, których cykl życiowy przebiega na ziemi.
W obrębie geofitów wyróżnia się pasożyty korzeniowe i geofity właściwe (eugeofity). Pasożyty (np. zaraza, bukietnica), poza wytworzeniem pędu nadziemnego z organami generatywnymi, posiadają organy podziemne żyjące na podziemnych pędach lub korzeniach żywiciela.
Geofity właściwe dzielą się ze względu na rodzaj organów podziemnych:
- geofity cebulowe (tulipan, czosnek, złoć),
- geofity kłączowe (kosaciec, konwalia, zawilec, kokoryczka),
- geofity pędowobulwiaste (krokus),
- geofity korzeniowobulwiaste (storczyk, kukułka),
- geofity korzeniowe (ostrożeń).

Niektóre źródła do geofitów zaliczają także grzyby (tzw. geofity grzybowe), których grzybnia rozwija się pod powierzchnią ziemi, a owocniki tworzone są albo pod powierzchnią, albo nad nią.